# Aeródromo Huayanay
El Aeródromo Huayanay (OACI: SCOY), es un terminal aéreo ubicado cerca de Ovalle, Provincia de Limarí, Región de Coquimbo, Chile. Es de propiedad privada.